# Brasparts
Brasparts település Franciaországban, Finistère megyében. Lakosainak száma 1055 fő (2022. január 1.). Brasparts Pleyben, Botmeur, Brennilis, Lannédern, Lopérec, Loqueffret és Saint-Rivoal községekkel határos.

## Népesség
A település népességének változása:
| Lakosok száma | 1469 | 1115 | 1013 | 1034 | 1032 | 1054 | 1043 | 1026 | 1025 | 1055 |
|               | 1968 | 1982 | 1999 | 2008 | 2012 | 2013 | 2016 | 2018 | 2020 | 2022 |